# Девонпорт (Тасманія)
 Девонпорт  (англ. Devonport) — місто з населенням понад 27 000 жителів, розташоване у північно-західній частині Тасманії, у гирлі річки Мерсі. Девонпорт разом з Берні є великими регіональними центрами північно-західної частини острову.

## Географія
Девонпорт розташований на північному узбережжі острова Тасманія, на березі Бассової протоки, яка відділяє Тасманію від континентальної Австралії. Девонпорт знаходиться в гирлі (точніше, в естуаріях) річки Мерсі, що впадає в Басову протоку.

## Історія
Перші дослідження гирла річки Мерсі були проведені передовий партією Van Diemen's Land Company в 1826 році. Перші поселенці в цьому районі почали селитися з 1851 року - їх число стало збільшуватися з відкриттям покладів вугілля, і гирло річки стало використовуватися в якості порту. До середини 1850-х років виникли два поселення на різних берегах річки Мерсі - Формбі (Formby) і Торкуей (Torquay) [1].
У 1870-х роках було проведено поглиблення гирла річки Мерсі, що сприяло розвитку судноплавства - пароплави змогли здійснювати рейси між Девонпортом і Мельбурном. У 1889 році було завершено будівництво маяка Мерсі-Блафф (англ. Mersey Bluff або просто Bluff) на однойменному мисі трохи західніше впадання річки Мерсі в Басов протоку.
У 1890 році населення Торкуей і Формбі проголосувало за їх об'єднання в одне місто, який отримав назву Девонпорт. У 1901 році був відкритий міст (Victoria Bridge), який з'єднав обидві частини міста. Цей міст прослужив до 1973 року, коли був відкритий новий, бетонний міст через річку Мерсі.

## Населення
Згідно з переписом населення 2011 року, населення Девонпорта становить 22 770 осіб, 47,5% чоловіків і 52,5% жінок. Середній вік жителів Девонпорта становив 40 років.

## Транспорт
У Девонпорті знаходиться термінал для поромів Spirit of Tasmania [en] - два пороми Spirit of Tasmania I і Spirit of Tasmania II щодня курсують через Басову протоку між Девонпортом і Мельбурном, поєднуючи острів Тасманія з материком. Шлях в один кінець займає близько 11 годин.
Аеропорт Девонпорта (Devonport Airport) розташований приблизно в 8 км на схід від центральної частини міста. Авіакомпанія QantasLink - регіональний підрозділ компанії Qantas - виконує польоти з Девонпорта в Мельбурн (відповідно до розкладу 2011 року, 4 польоти в день), а регіональна компанія Tasair - в Хобарт і на острів Кінг.
Через Девонпорт проходить автомобільна дорога Australian National Route Басс Хайвей (англ. Bass Highway), з'єднує його з іншими містами на північному узбережжі Тасманії - 48 км до Берні і 99 км до Лонсестоном.
Девонпорт обслуговується декількома автобусними компаніями, включаючи Mersey Link, Redline і Phoenix.

## Клімат
http://icecream.me/0b1bbbc499c3833fcb6c200ba8885025 [Архівовано 17 травня 2018 у Wayback Machine.]